# 克氏匙吻鰻
克氏匙吻鰻，為輻鰭魚綱鰻鱺目糯鰻亞目蛇鰻科的其中一種，分布於東大西洋區，從塞內加爾至安哥拉海域，棲息深度可達40公尺，體長可達170公分，棲息於沙泥底質海域，屬肉食性，生活習性不明。

## 擴展閱讀
維基物種上的相關：克氏匙吻鰻